# Paul Pfeiffer (Fußballspieler)
Paul Pfeiffer (Lebensdaten unbekannt) war ein deutscher Fußballspieler.

## Karriere

### Vereine
Pfeiffer gehörte als Stürmer dem Duisburger SpV an, für den er in den vom Westdeutschen Spiel-Verband organisierten Meisterschaften von 1924 bis 1926 im Gau Niederrhein Punktspiele bestritt. Während seiner Vereinszugehörigkeit gewann er zweimal die Meisterschaft im Gau Niederrhein und einmal die Westdeutsche Meisterschaft. Als Drittplatzierter der Endrunde um die Westdeutsche Meisterschaft trug seine Mannschaft am 2. Mai 1926 in Oberhausen das Entscheidungsspiel um die Teilnahme an der Endrunde um die Deutsche Meisterschaft gegen den Sieger der zum zweiten Mal ausgetragenen Runde der Zweiten aus; Schwarz-Weiß Essen wurde mit 3:2 bezwungen.
Infolgedessen war er mit seinem Verein auch zweimal in der Endrunde um die Deutsche Meisterschaft vertreten. Seine ersten beiden Endrundenspiele bestritt er mit dem Viertel- und Halbfinale, das am 17. und 24. Mai 1925 mit 2:0 beim Altonaer FC 93 gewonnen und mit 0:3 gegen den 1. FC Nürnberg verloren wurde. Sein letztes Endrundenspiel bestritt er am 16. Mai 1926 im Duisburger Wedaustadion bei der 1:3-Niederlage gegen den Hamburger SV im Achtelfinale.

### Auswahlmannschaft
Als Spieler der Auswahlmannschaft des Westdeutschen Spiel-Verbandes nahm er am Wettbewerb um den Kampfspielpokal teil und unterlag am 4. Juli 1926 im Müngersdorfer Stadion in Köln der Auswahlmannschaft des Süddeutschen Fußball-Verbandes vor 30.000 Zuschauern mit 2:7. Von den sieben Toren wurden allein sechs von drei Spielern des FC Bayern München erzielt; dreimal Josef Pöttinger, zweimal Franz Dietl und einmal Ludwig Hofmann.

## Erfolge
- Westdeutscher Meister 1925
- Meister Gau Niederrhein 1925, 1926
- Kampfspielpokal-Finalist 1926